# Velika Obarska
Velika Obarska je naselje v občini Bijeljina, Bosna in Hercegovina. 

## Deli naselja
Budžak, Bukovica, Jelav, Miljevići, Ogorelica, Poljana, Poznanovići, Subarići, Tabašnica, Tadići, Vasići in Velika Obarska.

## Prebivalstvo
| Pregled števila prebivalcev po letih | Pregled števila prebivalcev po letih | Pregled števila prebivalcev po letih | Pregled števila prebivalcev po letih | Pregled števila prebivalcev po letih | Pregled števila prebivalcev po letih |
| ------------------------------------ | ------------------------------------ | ------------------------------------ | ------------------------------------ | ------------------------------------ | ------------------------------------ |
| 1948                                 | 1953                                 | 1961                                 | 1971                                 | 1981                                 | 1991                                 |
| -                                    | -                                    | -                                    | 3.551                                | 3.515                                | 3.549                                |

| Narodna sestava prebivalstva po letih                                                                                            | Narodna sestava prebivalstva po letih                                                                                           | Narodna sestava prebivalstva po letih                                                                                            |
| --- | --- | --- |
| 1971 | 1981 | 1991 |
| . skupaj: 3.551 Srbi 3.501 (98,59 %) Muslimani 4 (0,11 %) Hrvati 3 (0,08 %) Jugoslovani 19 (0,53 %) drugi in neznano 24 (0,67 %) | . skupaj: 3.515 Srbi 3.442 (97,92 %) Hrvati 5 (0,14 %) Muslimani 3 (0,08 %) Jugoslovani 57 (1,62 %) drugi in neznano 8 (0,22 %) | . skupaj: 3.549 Srbi 3.477 (97,97 %) Hrvati 4 (0,11 %) Muslimani 0 (0,00 %) Jugoslovani 31 (0,87 %) drugi in neznano 37 (1,04 %) |